# Zdravilna rastlina
Zdravilna rastlina je rastlina, ki se v medicini ali zdravilstvu uporablja za zdravljenje. Za zdravilne rastline se pogosto uporablja tudi izraz zelišča oz. zdravilna zelišča, ki pa ni primeren, saj mnoge zdravilne rastline po načinu rasti niso zelišča ampak grmi oz. drevesa.
Tradicionalno zdravilne rastline uporabljamo tako, da iz njih pripravimo zdravilne čaje, tinkture, sirupe, pomade...
Boljšo natančnost odmerjenja lahko dosežemo s sodobnimi fitoterapevtskimi pripravki, kot so tablete in kapsule, v katere so vgrajeni standardizirani suhi ekstrakti iz zdravilnih rastlin.